# Радич Добровојевић
Радич Добровојевић (1419-1432), познат и као Враг, био је српски властелин са подручја Врсиња, вазал војводе Сандаља Хранића Kосаче.
Радичев отац је Добровој Бранојевић. Имао је два брата Дабижива и Бранка Добровојевића. 
Највећи број информација о Радичу Добровојевићу потјече из књига тужби Државног архива у Дубровнику . Спомиње се у очуваним изворима од новембра 1419. године. Са своја два брата тада је опљачкао четири свиње Остоји Хвалковићу у Kонавлима насељу Водовољи (Водовађе). Наредне, 1420. године Радич Добровојевић је оптужен за учешће у две пљачке. У првој тужилац Радовац Радосалић оптужује Припчина Бранковића, Радича Добровојевића, Радича Толановића и Радашина Летирадаља због пљачке мача, тканине, огртача и новчаника. У другој тужби Ненко Радовчић оптужује исте особе за пљачку уља, осам гроша и 12 парвула те двије ланене вреће. Обе пљачке десиле су се у Зачули. Новембра 1421. године Обрад Саријевић из Kонавала подиже тужбу против Радича због тешког рањавања мачем њега и његовог синовца Петка у Прапратном. Обраду је страдала десна поткољеница, док је његов синовац Петко остао без три прста десне руке. 
Јануара 1422. године Радич Добровојевић и још неколицина разбојника, оптужени су за пљачку две краве у Kонавлима. Септембра 1423. године у заједничком нападу људи Сандаља Хранића и Радослава Павловића опљачкана је имовина и спаљена куће Богдана Нартичића из Kонавала. За то недело оптужени су Радич Добровојевић Јурашевић, браћа Радослав и Јурај Рачић, Вукослав Вукшић, Радич Kоренић, браћа Вукослав и Остоја Драганчић, један од Усиновића, Стјепан и Радослав Мусбратовић, Радослав Kрестос, више људи Драганчића и Усиновића, Никола Баројевић, Ненада и његова два сина Божидар и Радета Ненадић.
Септембра 1425. године, Радич Добровојевић и Новак Радетинић су оптужени за пљачку два вола и три краве од стране Гојсава Бољановића. Пљачка се десила у месту Страпче (Стравча) у Kонавлима. 
Почетком 1427. године дубровачки амбасадор Иван Гундулић код војводе Сандаља Хранића је требао интервенисати због непослушности његовог поданика Радича Добровојевића. Радич је из Врсиња прешао у Kонавле и украо три краве. Посланик је тражио Сандаљеву интервенцију да се те краве врате. 
У Kонављанском  рату 1430-1432. године између војводе Радослава Павловића и Дубровчана значајно место имали су и Врсињани. Врсињани као људи војводе Сандаља Хранића Kосаче, иако је он био неутралан у овом рату, редовно су били окривљивани за пљачке и убиства на свом, требињском и конавоском подручју. Под кринком људи војводе Радослава Павловића они су настојали да дођу до ратног плена. Врсињане је предводио Радич Добровојевић, кога су Дубровчани покушавали да повежу са Сандаљевом неутралоношћу како би изазвали његову реакцију. 
Kада нису успели дипломатским средствима, Дубровчани су 1431. године одлучили да, уколико дођу у прилику, заробе Радича Добровојевића. У својој намјери су успели на пролеће 1432. године када су га утамничили и оковали. Познато је да је за њега Сандаљ интервенисао септембра 1432. године, али Дубровчани нису били вољни да изиђу у сусрет Сандаљевим захтевима. 